# Take a Look at Those Cakes
Take a Look at Those Cakes é o 50º álbum de estúdio do músico americano James Brown. O álbum foi lançado em dezembro de 1978 pela  Polydor Records.

## Faixas
| N.º | Título                                    | Duração |  |
| 1.  | "For Goodness Sakes, Look at Those Cakes" | 11:04   |  |
| 2.  | "A Man Understands"                       | 8:30    |  |
| 3.  | "Someone To Talk To"                      | 7:02    |  |
| 4.  | "Spring"                                  | 6:36    |  |
| 5.  | "As Long As I Love You"                   | 8:16    |  |